# Außenbereich
Außenbereich ist ein Begriff im deutschen Bauplanungsrecht im Zusammenhang mit der Zulässigkeit von Bauvorhaben. In den Außenbereich nach § 35 Baugesetzbuch (BauGB) fallen alle Grundstücke, die weder im Geltungsbereich eines qualifizierten Bebauungsplans liegen noch zu einem im Zusammenhang bebauten Ortsteil gehören.
Der qualifizierte Bebauungsplan wird durch § 30 Absatz 1 BauGB definiert. Gebiete im Bereich eines einfachen Bebauungsplanes (§ 30 Abs. 3 BauGB) können dagegen zum Außenbereich gehören. Im Zusammenhang bebaute Ortsteile gehören nicht zum Außenbereich, sondern zum Innenbereich nach § 34 BauGB.
Auch größere, von Bebauung umgebene Freiflächen können zum Außenbereich gehören, wenn sie so groß sind, dass sie den Bebauungszusammenhang unterbrechen und nicht mehr als Baulücke erscheinen. Eine unbebaute Fläche ist als Baulücke noch Teil des Bebauungszusammenhangs und damit des Innenbereichs, wenn sie von einer angrenzenden zusammenhängenden Bebauung so stark geprägt wird, dass die Errichtung eines Gebäudes auf dieser Fläche als zwanglose Fortsetzung der vorhandenen Bebauung erscheint. Für die Beurteilung der planungsrechtlichen Zulässigkeit eines Vorhabens kommt es immer auf dessen konkrete räumliche Lage und damit auf die Zuordnung zu einer dieser Gebietskategorien an.
Historisch wurde der zur Gemarkung eines bebauten Ortskerns gehörende unbebaute Außenbereich als Feldmark bezeichnet.

## Bauplanungsrechtliche Zulässigkeit von Bauvorhaben
Die Zulässigkeit von Bauvorhaben im Außenbereich richtet sich nach § 35 Baugesetzbuch (BauGB). Zu unterscheiden sind grundsätzlich zwei Arten von Außenbereichsvorhaben: privilegierte und sonstige Vorhaben. Privilegierte Vorhaben sind im Außenbereich grundsätzlich zulässig, vorausgesetzt es stehen ihnen keine öffentlichen Belange entgegen und eine ausreichende Erschließung ist gesichert. Der Gesetzgeber hat sie gewissermaßen planmäßig dem Außenbereich zugewiesen. Andererseits ist es Zielsetzung des Gesetzes, den Außenbereich grundsätzlich von nicht-privilegierter Bebauung freizuhalten und damit eine Zersiedelung zu vermeiden. Sonstige Vorhaben sind daher schon dann unzulässig, wenn öffentliche Belange beeinträchtigt werden. Der Unterschied zwischen privilegierten und sonstigen Vorhaben liegt in der grundsätzlichen Verschiedenheit ihres Verhältnisses zu den öffentlichen Belangen. Da der Außenbereich den weitaus größten Teil des Bundesgebiets ausmacht, besitzt die hierauf bezogene Regelung herausragende Bedeutung.

## Privilegierte Vorhaben
Die privilegierten Bauvorhaben sind in § 35 Abs. 1 BauGB abschließend aufgezählt; eine Analogie oder Erweiterung des Kataloges ist nicht zulässig. Die entsprechenden Einrichtungen gehören nach dem Willen des Gesetzgebers aufgrund ihrer Zweckbestimmung oder wegen ihrer Auswirkungen auf die Umgebung grundsätzlich in den Außenbereich. Hierzu zählen Vorhaben, die
1. einem land- oder forstwirtschaftlichen Betrieb dienen und nur einen untergeordneten Teil der Betriebsfläche einnehmen,
2. einem Betrieb der gartenbaulichen Erzeugung dienen,
3. der öffentlichen Versorgung mit Elektrizität, Gas, Telekommunikationsdienstleistungen, Wärme und Wasser, der Abwasserwirtschaft oder einem ortsgebundenen gewerblichen Betrieb dienen,
4. wegen ihrer besonderen Anforderungen an die Umgebung, wegen ihrer nachteiligen Wirkung auf die Umgebung oder wegen ihrer besonderen Zweckbestimmung nur im Außenbereich ausgeführt werden soll, es sei denn, es handelt sich um die Errichtung, Änderung oder Erweiterung einer baulichen Anlage zur Tierhaltung, die dem Anwendungsbereich der Nummer 1 nicht unterfällt und die einer Pflicht zur Durchführung einer standortbezogenen oder allgemeinen Vorprüfung oder einer Umweltverträglichkeitsprüfung nach dem Gesetz über die Umweltverträglichkeitsprüfung unterliegt, wobei bei kumulierenden Vorhaben für die Annahme eines einigen Zusammenhanges diejenigen Tierhaltungsanlagen zu berücksichtigen sind, die auf demselben Betriebs- oder Baugelände liegen und mit gemeinsamen betrieblichen oder baulichen Einrichtungen verbunden sind,
5. der Erforschung, Entwicklung oder Nutzung der Wind- oder Wasserenergie dienen,
6. der energetischen Nutzung von Biomasse im Rahmen eines land- oder forstwirtschaftlichen Betriebes oder eines Intensivtierhaltungsbetriebes dienen,
7. der Erforschung, Entwicklung oder Nutzung der Kernenergie zu friedlichen Zwecken oder der Entsorgung radioaktiver Abfälle dienen,
8. der Nutzung solarer Strahlungsenergie in, an und auf Dach- und Außenwandflächen von zulässigerweise genutzten Gebäuden dienen.

Privilegierten Vorhaben dürfen öffentliche Belange nicht „entgegenstehen“ und es muss eine ausreichende Erschließung gesichert sein. Die Baugenehmigungsbehörde hat bei der Entscheidung über einen Bauantrag kein Ermessen: Wenn die Voraussetzungen vorliegen, besteht ein Anspruch und ist ein Vorhaben zu genehmigen. Nach der dauerhaften Aufgabe der zulässigen Nutzung müssen privilegierte Vorhaben zurückgebaut und die Bodenversiegelungen beseitigt werden (§ 35 Abs. 5 Satz 2 BauGB); von der Rückbauverpflichtung ausgenommen sind nur land- und forstwirtschaftliche Betriebe und Kernenergieanlagen. Die Baugenehmigungsbehörde soll durch Baulast oder in sonstiger Weise die Erfüllung dieser Verpflichtungen sicherstellen (§ 35 Abs. 5 Satz 3 BauGB).

## Sonstige Vorhaben
Ist ein Vorhaben im Außenbereich nicht einem der aufgeführten privilegierten Vorhaben zuzuordnen, handelt es sich um ein sonstiges Vorhaben nach § 35 Abs. 2 BauGB. Sonstige Vorhaben sind nur zulässig, wenn öffentliche Belange „nicht beeinträchtigt“ werden und die Erschließung gesichert ist. Dabei bedeutet dies jedoch eine konkrete Beeinträchtigung, die bloße abstrakte Möglichkeit einer Beeinträchtigung reicht nicht aus. Die Wendung „können im Einzelfall“ bedeutet keine Einräumung von Ermessen; wenn die Voraussetzungen des § 35 Abs. 2 BauGB vorliegen, ist das Vorhaben planungsrechtlich zulässig.

### Begünstigte Vorhaben
Eine Untergruppe der sonstigen Vorhaben bilden die begünstigten Vorhaben (oder teilprivilegierten Vorhaben), die in § 35 Abs. 4 BauGB abschließend aufgezählt sind (bis zum 31. Dezember 2027 ergänzt gemäß § 246 Abs. 9 BauGB). Hierbei handelt es sich um Vorhaben, die eine bestehende und bestandsgeschützte Bebauung als Ausgangspunkt haben. Hierzu zählen beispielsweise Nutzungsänderungen, Erweiterungen oder Ersatzbauten von zuvor zulässigerweise errichteten Gebäuden. Diesen begünstigten Vorhaben darf gemäß § 35 Abs. 4 BauGB nicht entgegengehalten werden, „dass sie Darstellungen des Flächennutzungsplans oder eines Landschaftsplans widersprechen, die natürliche Eigenart der Landschaft beeinträchtigen oder die Entstehung, Verfestigung oder Erweiterung einer Splittersiedlung befürchten lassen“.

## Öffentliche Belange
Die einem Vorhaben im Außenbereich möglicherweise entgegenstehenden Belange werden in § 35 Abs. 3 BauGB beispielhaft aufgeführt. Die Aufzählung ist insofern nicht abschließend, auch andere bodenrechtsrelevante Belange und sonstige Rechtsvorschriften (siehe § 29 Abs. 2 BauGB) können relevant sein. Zu den aufgezählten Belangen zählen siedlungsstrukturelle Belange (Vermeidung einer Zersiedlung), Belange des Naturschutzes und der Landschaftspflege, des Bodenschutzes, des Hochwasserschutzes oder die Darstellungen des Flächennutzungsplans. Darüber hinaus kann ein sonstiges Vorhaben im Außenbereich auch unzulässig sein, wenn aufgrund seines Umfangs oder seiner Auswirkungen ein Koordinierungsbedarf nach innen oder nach außen besteht, der nur durch eine förmliche Bauleitplanung befriedigt werden kann (Planungserfordernis). Durch Flächennutzungs- oder Raumordnungsplan können auch privilegierte Vorhaben auf bestimmte Standorte konzentriert werden (sog. Planvorbehalt nach § 35 Abs. 3 Satz 3). Dies kann beispielsweise bei Windkraftanlagen relevant werden.

### Der öffentliche Belang der Zersiedelung
Insbesondere Wohnbauvorhaben oder gewerbliche Bauvorhaben scheitern im Außenbereich oft am öffentlichen Belang der Zersiedelung (§ 35 Abs. 3 Satz 1 Nr. 7 BauGB), beispielsweise am Ortsrand von Dörfern. Die Grenze zwischen Innen- und Außenbereich verläuft hinter dem letzten Haus; die sich anschließenden Flächen liegen bereits im Außenbereich. Durch die Errichtung weiterer Häuser schiebt sich die Bebauung gewissermaßen in den Außenbereich hinein. Wenn die sich daraus ergebende bauliche Entwicklung nicht eingrenzbar ist, stellt dies eine unerwünschte Zersiedelung dar.
Im Außenbereich und damit außerhalb der zusammenhängend bebauten Orte stellt jede vorhandene Bebauung eine Splittersiedlung dar. Die Entstehung neuer sowie die Erweiterung vorhandener Splittersiedlungen ist grundsätzlich nicht zulässig. Eine Wohnbebauung oder gewerbliche Bebauung, die einen neuen Siedlungsansatz bildet oder einen vorhandenen räumlich zu Lasten der freien Landschaft ausweitet, wird von den Gerichten regelmäßig als unerwünschte Zersiedlung angesehen, die keiner weiteren Begründung im Einzelfall bedarf. Die Rechtsprechung differenziert aber, soweit es um die Verfestigung einer vorhandenen Splittersiedlung geht, also die bauliche Auffüllung eines bereits bestehenden Siedlungsansatzes nach innen. Dies kann zulässig sein, wenn sich das Vorhaben und weitere Vorhaben, die aufgrund einer Vorbildwirkung nicht mehr verhindert werden können zusammen dem vorhandenen Gebäudebestand unterordnet.
Beispiel: Gegeben sei eine Splittersiedlung, die aus sechs Häusern besteht und zwischen denen eine Lücke existiert, in die noch ein weiteres Haus passen würde. Diese Verfestigung der Siedlung um ein weiteres Haus ist denkbar, weil sich ein Haus im Verhältnis zu sechs vorhandenen Häusern noch unterordnet. Wenn die Siedlungsentwicklung dieses Splitters damit abgeschlossen ist, besteht keine Vorbildwirkung.
Eine Unterordnung ist nicht mehr anzunehmen, wenn die vorhandenen Gebäude um die Hälfte ergänzt würden.

## Außenbereichssatzung
Die Gemeinde kann für bebaute Bereiche im Außenbereich, die nicht überwiegend landwirtschaftlich geprägt sind und in denen eine Wohnbebauung von einigem Gewicht vorhanden ist, durch Satzung weitere Erleichterungen für sonstige Vorhaben bestimmen. Unter „bebaute Bereiche im Außenbereich“ sind dabei Siedlungen, wie Splitter- und Streusiedlungen, zu sehen, die keine Ortsteile im Sinne des § 34 Abs. 1 BauGB sind, ohne dass dieser Begriff aber auf solche Siedlungen beschränkt ist.

## Einvernehmen der Gemeinde
Zu allen Bauvorhaben im Außenbereich ist nach § 36 BauGB das Einvernehmen der Gemeinde erforderlich. Die Frist für die Entscheidung über das gemeindliche Einvernehmen beträgt zwei Monate; nach Ablauf dieser Frist gilt das Einvernehmen als erteilt. Die Zustimmung der Gemeinde darf nur aus den sich aus § 35 BauGB ergebenden (erg.: städtebaulichen) Gründen versagt werden (§ 36 Abs. 2 Satz 1 BauGB). Hierbei spielt es keine Rolle, ob das Vorhaben den planerischen Vorstellungen der Gemeinde entspricht oder ob diese andere Vorstellungen über eine bauliche Entwicklung in diesem Bereich hat. Die Erteilung des Einvernehmens hindert die Gemeinde jedoch nicht daran, einen dem Vorhaben entgegenstehenden Bebauungsplan aufzustellen oder einen bestehenden Bebauungsplan zu ändern und diesen über plansichernde Instrumente (Veränderungssperre oder Zurückstellung) zu sichern. Eine Veränderungssperre, die der Gemeinde erst das Aufstellen eines bestimmten Planungskonzepts ermöglichen soll, wäre jedoch wegen fehlenden Sicherungsbedürfnisses unwirksam.
Die Behörde, die über den Bauantrag oder die sonstige Genehmigung zu entscheiden hat, ist an eine negative Entscheidung der Gemeinde gebunden. Bestehen Zweifel an der Rechtmäßigkeit der gemeindlichen Entscheidung kann die Kommunalaufsichtsbehörde ein rechtswidrig versagtes Einvernehmen ersetzen (§ 36 Abs. 2 Satz 3 BauGB). Andersherum ist die Genehmigungsbehörde bei Erteilung des gemeindlichen Einvernehmens jedoch nicht verpflichtet, die Genehmigung zu erteilen. Wenn objektiv Versagungsgründe vorliegen, ist ein Antrag dennoch ablehnen.